# بی‌باک (فیلم ۲۰۰۶)
بی‌باک (به انگلیسی: Fearless) که تحت عناوین هاو یوآنجیا (به انگلیسی: Huo Yuanjia) و جت لی بی‌باک (به انگلیسی: Jet Li's Fearless) نیز شناخته می‌شود، عنوان فیلمی رزمی و حماسی به کارگردانی رانی یو و با نقش آفرینی جت لی محصول سال ۲۰۰۶ میلادی است.

## داستان
این فیلم براساس یک داستان واقعی است. مبارز دلیری به نام هاو یوآنجیا (با بازی جت لی) در هنرهای رزمی بینظیر است و هیچ‌کس حریف او نیست. در نبردی، او سردسته گروهی را به سختی شکست می‌دهد. شب هنگام یکی از مریدان هاو به دروغ به وی می‌گوید که آن مرد او را به شدت کتک زده‌است و هاو، خشمگین به سراغ سردسته رقیب رفته و او را با چندین ضربه می‌کشد. دیری نمی‌گذرد که خبر می‌رسد، پسر آن مرد در پی انتقام، تنها دختر و مادر هاو را کشته‌است. هاو با چشمانی خیس از اشک به سراغ قاتل رفته ولی او خودکشی میکند و هاو نیز از کشتن خانواده او پرهیز کرده و خشم خود را کنترل می‌کند. ناگهان به هاو خبر می‌رسد که مریدش به او دروغ گفته و تمام این کشتار بر سر هیچ بوده‌است. هاو درمانده و بی هدف شهر را ترک می‌کند و زمانیکه در یک قدمی مرگ است زنی روستایی که بینایی خود را از دست داده وی را نجات می‌دهد و این آغاز یک زندگی جدید برای هاو است. تا اینکه …

## بازیگران
- جت لی در نقش هو یوآنجیا
- دونگ یونگ
- ناکامورا شیدو
- کالین چو
- سون لی
- ژان کلود لوئر